# Noah Erywań
FC Noah (orm. Նոա ՖԱ) – ormiański klub piłkarski, mający siedzibę w stolicy kraju, mieście Erywań. Jednokrotny mistrz Armenii.

## Historia
Chronologia nazw:
- 2017–2019: Arcach FC
- 2019: FC Noah

Klub piłkarski Arcach FC został założony w Erywaniu w lipcu 2017 roku. W sezonie 2017/18 startował w II lidze, w której zajął drugie miejsce i awansował do najwyższej ligi. W 2019 roku klub zmienił nazwę na FC Noah.

## Sukcesy
| \| \| Zdobyte trofea w rozgrywkach Armenii (stan na: 10-05-2025) \| |                                                            |      |                           |
| Rozgrywki                                                           | Osiągnięcie                                                | Razy | Sezon(y)                  |
| Mistrzostwo                                                         | I miejsce                                                  | 1    | 2024/25                   |
| Mistrzostwo                                                         | II miejsce                                                 | 3    | 2019/20, 2020/21, 2023/24 |
| Mistrzostwo                                                         | III miejsce                                                | 0    |                           |
| Puchar                                                              | zdobywca                                                   | 1    | 2019/20                   |
| Puchar                                                              | finalista                                                  | 0    |                           |
| Puchar                                                              | ćwierćfinalista                                            | 1    | 2017/18                   |
| II liga                                                             | I miejsce                                                  | 0    |                           |
| II liga                                                             | II miejsce                                                 | 1    | 2017/18                   |
| II liga                                                             | III miejsce                                                | 0    |                           |
| Armenia                                                             | Zdobyte trofea w rozgrywkach Armenii (stan na: 10-05-2025) |      |                           |

## Stadion
Klub rozgrywa swoje mecze domowe na stadionie Mika w Erywaniu, który może pomieścić 7250 widzów.

## Europejskie puchary
Legenda do wszystkich tabel:
- Q – runda eliminacyjna, 1/16, 1/8, 1/4, 1/2 – odpowiednia faza rozgrywek, Grupa – runda grupowa, 1r gr – pierwsza runda grupowa, 2r gr – druga runda grupowa, F – finał, R – runda, PO – play-off
- k. – rzuty karne, los. – losowanie, Dogr. – dogrywka, w. – zasada bramek strzelonych na wyjeździe

| Sezon   | Rozgrywki               | Runda       | Klub                | Dom     | Wyjazd  | Ogólnie     |
| ------- | ----------------------- | ----------- | ------------------- | ------- | ------- | ----------- |
| 2020/21 | Liga Europy             | 1Q          | Kajrat Ałmaty       | 1–4 (W) | 1–4 (W) | 1–4 (W)     |
| 2021/22 | Liga Konferencji Europy | 1Q          | Kuopion Palloseura  | 1–0     | 0–5     | 1–5         |
| 2024/25 | Liga Konferencji        | 1Q          | Shkëndija Tetowo    | 2–0     | 2–1     | 4–1         |
| 2024/25 | Liga Konferencji        | 2Q          | Sliema Wanderers    | 7–0     | 0–0     | 7–0         |
| 2024/25 | Liga Konferencji        | 3Q          | AEK Ateny           | 3–1     | 0–1     | 3–2         |
| 2024/25 | Liga Konferencji        | PO          | MFK Ružomberok      | 3–0     | 1–3     | 4–3         |
| 2024/25 | Liga Konferencji        | Faza ligowa | Chelsea             | 0–8 (W) | 0–8 (W) | 31. miejsce |
| 2024/25 | Liga Konferencji        | Faza ligowa | APOEL               | 1–3 (D) | 1–3 (D) | 31. miejsce |
| 2024/25 | Liga Konferencji        | Faza ligowa | Rapid Wiedeń        | 0–1 (W) | 0–1 (W) | 31. miejsce |
| 2024/25 | Liga Konferencji        | Faza ligowa | FK Mladá Boleslav   | 2–0 (D) | 2–0 (D) | 31. miejsce |
| 2024/25 | Liga Konferencji        | Faza ligowa | TSC Bačka Topola    | 3–4 (W) | 3–4 (W) | 31. miejsce |
| 2024/25 | Liga Konferencji        | Faza ligowa | Víkingur Reykjavík  | 0–0 (D) | 0–0 (D) | 31. miejsce |
| 2025/26 | Liga Mistrzów           | 1Q          | Budućnost Podgorica | 1–0     | 2–2     | 3–2         |
| 2025/26 | Liga Mistrzów           | 2Q          | Ferencváros         | 1–2     | 3–4     | 4–6         |
| 2025/26 | Liga Europy             | 3Q          | Lincoln Red Imps    | 0–0     | 1–1     | 1–1, k: 5–6 |
| 2025/26 | Liga Konferencji        | PO          | Olimpija Lublana    | –       | –       | –           |